# David Faupala
David Faupala (Bully-les-Mines, 11 febbraio 1997) è un ex calciatore francese, di ruolo attaccante.

## Carriera

### Club
A livello giovanile, Faupala ha giocato per Sains En Gohelle, Lens, Vermelles e nuovamente Lens. Con quest'ultima squadra ha avuto l'opportunità di esordire con le riserve: il 1º novembre 2014 ha infatti sostituito Boubacar Sylla nella sconfitta casalinga per 0-2 del Lens 2 contro il Mantes.
Il 10 luglio 2015 ha firmato un contratto triennale con il Manchester City, club che lo avrebbe aggregato alla propria formazione giovanile. Il 21 febbraio 2016 ha giocato l'unica partita con la casacca dei Citizens, venendo schierato titolare nella sconfitta per 5-1 patita sul campo del Chelsea, sfida valida per il quinto turno di FA Cup: è stato proprio Faupala a trovare l'unica rete in favore della sua squadra.
Il 10 agosto 2016 è stato ceduto in prestito dagli olandesi del NAC Breda. Il 19 agosto ha pertanto esordito in Eredivisie, sostituendo Thomas Agyepong nella sconfitta per 1-2 subita sul campo dello MVV. Il 25 novembre è arrivata la prima rete, nella sconfitta per 3-1 patita sul campo del Cambuur. Il 2 gennaio 2017, il prestito è stato interrotto e Faupala ha fatto ritorno al Manchester City.
Il 31 gennaio 2017, il francese è stato ceduto con la medesima formula al Chesterfield, compagine militante in League One. Il debutto con questa casacca è arrivato il 4 febbraio, schierato titolare nella sconfitta interna per 0-1 contro l'Oldham Athletic. L'11 febbraio ha trovato il primo gol in campionato, nella sconfitta per 3-1 contro il Northampton Town.
Il 6 novembre 2017, Faupala ha comunicato con un post su Instagram d'aver rescisso il contratto che lo legava al Manchester City.
Il 6 febbraio 2018 ha quindi firmato un accordo biennale – con opzione per il terzo anno – con gli ucraini dello Zorja. Il 18 febbraio ha esordito nella Prem"jer-liha, schierato titolare nella vittoria per 0-2 arrivata sul campo del Karpaty.
Il 3 settembre 2018 è passato ai ciprioti dell'Apollōn Limassol. Con questa maglia, in data 8 novembre ha esordito nelle competizioni europee per club, sostituendo André Schembri nella sconfitta casalinga per 2-3 contro l'Eintracht Francoforte, sfida valida per la fase a gironi dell'Europa League 2018-2019. L'11 novembre ha giocato la prima partita nell'A' Katīgoria, sostituendo Emilio Zelaya nella vittoria per 0-3 sul campo dell'AEL Limassol. Il 24 novembre ha trovato il primo gol nella massima divisione cipriota, nel 3-0 inflitto all'Alkī Oroklini; il 29 novembre ha segnato invece una rete nel 2-0 inflitto alla Lazio, in Europa League.
Il 10 settembre 2019 si è accordato con i norvegesi del Jerv, militanti in 1. divisjon: ha scelto la maglia numero 97.
Il 31 gennaio 2020, Faupala firma per il Valletta FC, club maltese militante Premier League. Per il club scenderà in campo in una sola occasione in 5 mesi.
Il 13 luglio 2021, si accaserà al Beauvais, club francese che milita nel Championnat National 2, la quarta divisione nazionale. Il 1º luglio 2022, il suo contratto non viene rinnovato e il giocatore rimarrà svincolato.

### Nazionale
A livello giovanile, Faupala ha rappresentato la Francia under 16, Under-17 e Under-18.

## Statistiche

### Presenze e reti nei club
Statistiche aggiornate al 10 settembre 2019.
| Stagione       | Club             | Campionato   | Campionato | Campionato | Coppe nazionali | Coppe nazionali | Coppe nazionali | Coppe continentali | Coppe continentali | Coppe continentali | Supercoppe | Supercoppe | Supercoppe | Totale | Totale |
| Stagione       | Club             | Comp         | Pres       | Reti       | Comp            | Pres            | Reti            | Comp               | Pres               | Reti               | Comp       | Pres       | Reti       | Pres   | Reti   |
| -------------- | ---------------- | ------------ | ---------- | ---------- | --------------- | --------------- | --------------- | ------------------ | ------------------ | ------------------ | ---------- | ---------- | ---------- | ------ | ------ |
| 2014-2015      | Lens 2           | CFA          | 3          | 0          | -               | -               | -               | -                  | -                  | -                  | -          | -          | -          | 3      | 0      |
| 2015-2016      | Manchester City  | PL           | 0          | 0          | FACup+CdL       | 1+0             | 1+0             | UCL                | -                  | -                  | -          | -          | -          | 1      | 1      |
| 2016-gen. 2017 | NAC Breda        | ED           | 3          | 1          | CO              | 1               | 0               | -                  | -                  | -                  | -          | -          | -          | 4      | 1      |
| gen.-giu. 2017 | Chesterfield     | FL1          | 14         | 1          | FACup+CdL       | -               | -               | -                  | -                  | -                  | -          | -          | -          | 14     | 1      |
| feb.-giu. 2018 | Zorja            | PL           | 13         | 0          | CU              | -               | -               | -                  | -                  | -                  | -          | -          | -          | 13     | 0      |
| lug.-set. 2018 | Zorja            | PL           | 0          | 0          | CU              | 0               | 0               | -                  | -                  | -                  | -          | -          | -          | 0      | 0      |
| Totale Zorja   | Totale Zorja     | Totale Zorja | 13         | 0          |                 | 0               | 0               |                    | -                  | -                  |            | -          | -          | 13     | 0      |
| set. 2018-2019 | Apollōn Limassol | A            | 10         | 1          | CC              | 3               | 1               | UEL                | 3                  | 1                  | -          | -          | -          | 16     | 3      |
| set.-dic. 2019 | Jerv             | 1D           | 0          | 0          | CN              | -               | -               | -                  | -                  | -                  | -          | -          | -          | 0      | 0      |
| Totale         | Totale           | Totale       | 43         | 3          |                 | 5               | 2               |                    | 3                  | 1                  |            | -          | -          | 51     | 6      |